# Кокарев, Олег Иванович
Оле́г Ива́нович Ко́карев (30 марта 1963, Нижний Тагил, Свердловская область) — советский и российский футболист, нападающий, тренер.

## Карьера

### Клубная
В 1981 году поступил в Нижнетагильский государственный педагогический университет на специальность «физкультура». С 1981 года играл за «Уралец» и команды первенств области. В 1988 году играл за «Прогресс» Бийск, затем выступал за «Океан» Находка, «Уралмаш» Екатеринбург, «Чкаловец» Новосибирск. Карьеру футболиста закончил в 2000 году в команде второго дивизиона «Реформация» Абакан, которая снялась после 9 тура.
В высшей лиге провёл 150 матчей, забил 28 голов.
В Кубке Интертото провёл 5 матчей, забил гол.

### Тренерская
В 2001 году стал вице-президентом «Уралмаша». В 2002 году — президент и главный тренер, вывел команду в Первый дивизион. До мая 2003 года — главный тренер «Урала». С июля 2003 до конца 2005 года — главный тренер «Уральца» , в том же году окончил с отличием Высшую школу тренеров. В 2006 году — начальник «Океана». В 2007 году — главный тренер клуба «Иртыш-1946». В 2008 году — главный тренер «Океана». В 2009 году (по август) — главный тренер «Читы».